# Bombus wangae
Bombus wangae (saknar svenskt namn) är en insekt i överfamiljen bin (Apoidea) och släktet humlor (Bombus) som lever i ett begränsat område i Kina.

## Beskrivning
Färgteckningen hos honor (drottning och arbetare) samt hanar skiljer sig påtagligt åt. Hos honorna är huvudet gult med iblandade svarta och orange hår. Mellankroppen är även den gul med ett svart band mellan vingfästena; speciellt hos arbetarna kan den bakre gula delen ha många iblandade svarta hår. De två främsta tergiterna är gula, även om det andra kan ha iblandade svarta hår i bakkanten. Tergit 3 och ibland även 4 är svarta; den fjärde tergiten kan dock vara orange, precis som resten av bakkroppen. Hos arbetarna kan å andra sidan inte bara tergit 3 och 4, utan även 5 vara svart. Hanarna är gula eller orange över större delen av kroppen, inklusive undersidan; dock kan de ha iblandade svarta hår på huvudet, på mellankroppen mellan vingfästena (utan att de bildar något tydligt band som hos honorna) och på bakkroppssegment 3 till 7. På bakkroppen ersätts de gula håren ofta av orange. Humlan är liten och korttungad; drottningen blir mellan 12 och 14 mm lång, arbetarna 8 till 12 mm och hanarna 9 till 12 mm.

## Taxonomi
Humlan är mycket ny som art. Tidigare ansågs den tillhöra den nordasiatiska arten B. modestus.

## Vanor
Humlan är en ovanlig bergsart som finns på höjder mellan 2 600 och 4 300 m. Den samlar nektar och pollen från växter likt tistlar, tryar, Halenia elliptica (en art ur familjen gentianaväxter), mjölke och spiror. Flygtiden varar från början av juni till mitten av september.

## Utbredning
Utbredningsområdet är snävt; Bombus wangae finns endast i de kinesiska provinserna Sichuan och Gansu.